# Santuario de la Virgen del Avellano
El Santuario de la Virgen del Avellano es un santuario situado en el municipio de Allande, Asturias.
En la iglesia parroquial de San Andrés de Pola de Allande hay varias obras  escultóricas que conducen hacia la determinación bastante exacta del origen de esta advocación mariana de la Virgen del Avellano. En esta parroquia hay un retablo de estilo renacentista, de principios del siglo XVI, el Cristo del Amparo de autor anónimo, si bien parece ser el mismo que talló el famoso Cristo de Velarde que se encuentra en la catedral de Oviedo. También está una talla de la Virgen del Avellano del siglo XIV. En este marco apareció la devoción a esta advocación mariana que puede remontarse al siglo XIII y es que el avellano ablano en asturiano es un árbol secular tanto en Allande como en el resto de Asturias; no en vano los celtas ya lo consideraban como árbol sagrado, pues a sus varas, cimbreantes y finas, se les otorgaba un gran poder para ahuyentar y matar culebras y demás reptiles. Asimismo se creía en el poder de sus varas para curar las mordeduras de víboras haciendo presión con la vara sobre la mordedura. Otras cualidades que se le otorgaban eran las de poder descubrir tesoros y hacer la función de apoyo a los zahorís para buscar manantiales de agua.

## Emplazamiento
El santuario se encuentra en la parroquia de San Andrés, de Pola de Allande, que en el censo de 1996 tenía 549 habitantes, en el occidente asturiano, en la llamada "comarca vaqueira". Pola de Allande empezó a tener importancia en el siglo XIII, precisamente gracias a Pedro II, obispo de Oviedo que dio a los habitantes de la zona la facultad de facer puebla. El pueblo se sitúa a lo largo de las dos márgenes del río Nisón, que es afluente del río Argancinas, que lo es del río Narcea. Alrededor de la villa de Pola de Allande están los pueblos de Fonfaraón, La Marca, Pachón, El Palo, Sienra y El Penón.
En una colina que domina Pola de Allande se halla un edificio de gran interés histórico y arqueológico: se trata del palacio que perteneció en primer lugar a «los Ponce», posteriormente a los Condes de Luna y a partir de 1515 hasta el siglo XIX a «los Cienfuego». Los historiadores afirman que en un principio fue un poblado celta que posteriormente pasó a ser una «villa» romana. Dentro del dominio había una capilla dedicada a la «Virgen del Avellano».

## Historia
Hay fundadas afirmaciones acerca de que el primitivo culto a esta advocación de la Virgen del Avellano hubiese comenzado en el pueblo de Is del mismo concejo, puesto que en ese pueblo existe una ermita románica dedicada a la Virgen del Ablano o Virgen del Avellano (ablano significa avellano en bable), cuyo culto se remonta a la época románica en la zona, aproximadamente el siglo IX o X. Para más seguridad de la afirmación, en el interior de esta ermita se encuentra un retablillo que contiene una imagen románica, hecha en madera, de la Virgen del Avellano.
La leyenda, más o menos próxima a la realidad, cuenta que unos pastores encontraron una imagen de la Virgen María entre las ramas de un avellano, lo cual comunicaron al párroco, y colocaron la imagen en la iglesia. Al día siguiente comprobaron con estupor que la imagen de la Virgen había desaparecido y salieron en su busca, encontrándola en el mismo avellano y procedieron a llevarla otra vez a la iglesia. Al día siguiente se repitió de nuevo la misma historia: la imagen desaparecida estaba en el mismo avellano de siempre. A la vista de estos sucesos, los dueños del palacio decidieron levantar en ese lugar una capilla-santuario. Pocas noticias más hay escritas acerca de esta capilla. Sí se sabe que en el siglo XVII la capilla se encontraba en muy malas condiciones, por lo que «El Visitador» ordena el 3 de octubre de 1681 que la «ermita del Ablano» se repare a costa de la parroquia. Un par de años después Baltasar González de Cienfuegos, que fue el padre del ministro de la Guerra en el Trienio Liberal José Cienfuegos Jovellanos, afirma que debe una Misa para que se diga de forma perpetua todos los sábados en la «ermita de Nuestra Señora del Ablano»,  datos que fueron recogidos en los «Libros de aniversarios y de fábrica» de la parroquia de San Andrés de Pola de Allande.
Lo citado concuerda con lo que el administrador de la casa de «Cienfuegos», Marcos Suárez del Otero, escribe en el año 1853 y que anota como «cargo» en las cuentas de los dueños en los siguientes términos: «Cargo... lo son sesenta y cinco reales de cera, voladores, pitanza y demás gastos ocasionados en el día de pasquiella y en el día de la festividad de la Virgen del Avellano en esta capilla de la Casa, incluso también en los dichos gastos treinta y ocho reales que sacó de limosna, son... 65 reales».

## Estructura y arquitectura
La capilla de la Virgen ha sufrido múltiples modificaciones a lo largo de los siglos. Inicialmente tenía un retablo barroco de muy buena calidad, compuesto por tres hornacinas. La hornacina central la ocupaba una talla de la «Virgen del Ablano», de unos cincuenta centímetros de altura, de madera policromada y en posición sedente. Hacia el siglo XVII reformaron la imagen que la hicieron «de vestir» tal y como era costumbre de esa época, le quitaron la corona de madera y la sustituyeron por una metálica. Como la subieron a una pequeña peana, la imagen mide ahora unos 70 centímetros. La reforma más  importante es la que se llevó a cabo en 1996 gracias a las aportaciones de emigrantes de la zona a Santo Domingo y Puerto Rico, ya que es lugar de emigración hacia América Central y cuya iniciativa lideró Marcelino González Ramos. En la actualidad la imagen tiene los brazos articulados y al Niño lo han dejado exento.
Una de las hornacinas laterales tenía la estatua de San Ramón Nonato y la otra de la Virgen, que tradicionalmente se consideraba como la imagen auténtica de la «Virgen del Ablano» o «Virgen del Avellano» y que en la actualidad está recogida en la iglesia parroquial de Pola de Allande. Esta talla es de estilo gótico, data del siglo XIV y es de madera policromada. Tiene una altura de unos cincuenta centímetros, sostiene al Niño Jesús con el brazo izquierdo mientras que con la mano recoge de forma elegante el manto. Con la mano derecha le ofrece al Niño la fruta del avellano. El Niño, que no está coronado, tiene la cara vuelta hacia su madre y bendice a la humanidad con dos dedos de la mano derecha. En la talla original tenía un libro sobre su brazo izquierdo que actualmente le falta.

## Favores y milagros
La leyenda asegura que el gascón Pierre Villafloure, autor de la obra «Le Chemin de Monsieur Saint Jacques», se sanó milagrosamente de una gran hemorragia que tenía en la boca merced a la Virgen del Avellano. El escritor, que peregrinaba por segunda vez a Santiago por esta ruta, ya que la primera la hizo por Sangüesa y León, quedó postrado en cama durante cuarenta días en Pola de Allande sin que el barbero ni el cura, que eran los mayores conocedores de la ciencia médica de la zona, pudieran detener dicha hemorragia bucal. Estando el enfermo en esta situación, llegó a «La Pola» un monje de Obona camino del santuario de la Virgen del Avellano a la que solía visitar con frecuencia. El monje encomendó al francés a la Virgen del Avellano y «en una semana pasó de estar huesudo y macilento a orondo caballero». Al verse sano, Pierre de Villafleur hizo la promesa de rezar todos los días de su vida una Salve a la Virgen del Avellano antes de acostarse y sufragar en su parroquia de París una misa anual por las mismas intenciones.

## Fiestas, devociones y tradiciones
La sociedad allandesa tiene organizadas muchas de sus festividades alrededor del Santuario y de la propia Virgen del Avellano, de tal modo que forman parte de la tradición secular de la zona a la que acuden multitud de personas fundamentalmente de los concejos próximos, pero también de tierras más lejanas.

### Festividad
La festividad se celebra el día 8 de septiembre desde tiempo inmemorial, pues coincide aproximadamente con la época de recogida del fruto del avellano y está precedida de novena que siempre resulta muy concurrida. La solemnidad litúrgica comienza con la Santa Misa a las nueve de la mañana. A las doce sale la Virgen de su Santuario en procesión hasta la iglesia parroquial acompañada de miles de romeros, donde se celebra una Misa solemne. Ya por la noche, la Virgen sale en procesión desde la iglesia parroquial a su santuario, donde se reza o canta la Salve a la Virgen.

### Gran descarga del Avellano
Al finalizar la procesión y en honor a la Virgen, tiene lugar el chupinazo tradicional y a continuación una espectacular descarga pirotécnica de palenques en el paseo fluvial llamada Descarga del Avellano, costumbre que se remonta al siglo XVII. Inicialmente se llevaba a cabo en el patio de armas del palacio citado más arriba y consistía en un espectáculo pirotécnico más o menos sencillo que se ofrecía por los anfitriones a sus invitados. Pasados los años empezó a celebrarse fuera del palacio y tomó un auge enorme, ya que participaban los vecinos y forasteros llegados de los pueblos cercanos, transformándose en una expresión de amor filial de los allandeses a su patrona, la Virgen del Avellano, a causa del fervor que le profesaban en toda la zona.
En un principio el encendido de las mechas de los palenques se hacía a mano, y la primera que se llevó a cabo utilizando medios mecánicos, más o menos rudimentarios, fue en 1930 gracias al entusiasmo y afecto por la Virgen de Celestino Valledor y Bonifacio Cerame que, además de organizar todo lo relativo al festejo, subvencionaron las quinientas pesetas que costó el evento pirotécnico. Con el avance tecnológico habido en este aspecto, así como la mayor disposición de medios económicos, en el año 2011 ya se lanzaron más de 1 500 artefactos pirotécnicos y unos 820 kg de pólvora en la llamada Gran descarga del Avellano, que no dura más allá de ocho minutos. El año siguiente, 2012, disparó por primera vez una descarga una peña femenina, la «Peña Asgaya», desde el hospital. La «gran descarga» la organizó la «Sociedad de Festejos» y la «Peña El Trueno».

### Turno rotatorio de «La ofrenda del Avellano»
Para fomentar el fervor mariano entre las diecisiete parroquias del concejo de esta advocación local de la Virgen del Avellano, el Ayuntamiento y la parroquia de Pola de Allande acordaron en el verano de 1971 que cada una de estas diecisiete parroquias del concejo tomaran el protagonismo acudiendo a testimoniar cada año, de manera solemne y oficial, los sentimientos y fervores de los allandeses el día de la fiesta. Para ello se estableció, mediante una lista ordenada alfabéticamente de las parroquias, un turno rotatorio para que hicieran una ofrenda simbólica de los frutos característicos de cada una de ellas.
Por lo que respecta al culto propiamente dicho, la Santa Misa la celebra el párroco de la parroquia que hace la ofrenda y, además, predica la homilía que debe ser contestada por el párroco de San Andrés, titular de la parroquia de Pola de Allande. Este sistema de turnarse los pueblos en poner de manifiesto su fervor a la «Virgen del Avellano» se llevó a cabo el 8 de septiembre de 1971.
El historiador, estudioso de este tema, cronista oficial y alcalde de Pola de Allande, Antonio Garía Linares, escribe acerca del nacimiento de la «Descarga»:

... nació con esta idea (la expresión de cariño filial de los allandeses a su Patrona) y con estos propósitos de cariño y veneración hacia la Santísima Virgen. Propósitos de los más entrañables y que son consustaciales con el arte, la manera de hacer y pensar de todos los habitantes de nuestra tierra... Los cohetes y las oraciones, los bermejos o los voladores, como queramos llamarlos, los disparan todos los allandeses esparcidos por todo el mundo: los pastores de Australia y los panaderos de Buenos Aires, los comerciantes de la calle Conde, de Santo Domingo, y los albañiles de Suiza, los cafeteros de Méjico y los «barmen» de Madrid, los fabricantes de Puerto Rico y los productores de Avilés. 

## Poemas allandeses
Hay una serie de poemas dedicados a la «Virgen del Avellano» tanto en castellano como en un bable ligero, poco cerrado, atribuidos a Celestino Valledor por el cronista local y alcalde de «La Pola», Antonio García Linares.
| Ya vienen los feligreses a visitar a la Santina ya vienen los allandeses a bailar la giraldilla | Viene la gente ataviada con sus vestidos de gala y con el alma encendida de amor puro a María                                                                        | Ya la Virgen regresa de su excursión a la villa y la gente se embelesa y la sigue a la capilla                                                                                                 |  |
| Ya divisa su casina la Madre encantadora que preside en la colina el concejo de la Pola         | Y es entonces ocasión en que los fieles polesos, desbordando el corazón, ofrecen en vez de preces como homenajes, cohetes a la Virgen soberana en esta fiesta galana | Miles de voladores al cielo van atronadores dejando sendas luminarias que son como plegarias que la Virgen agradece; el público se enardece embargado de emoción... y así termina la procesión |  |

El pueblo también ha contribuido con canciones que vinculan a «La Pola» con la «Virgen del Avellano», su Patrona, en un bable más profundo como muestra la ocurrente «giraldilla» que se tiene como himno de los allandeses.
| Allandesa soyla, soyla y aunque lo soy no me pesa, que de la Pola de Allande sale toda la firmeza... | Tú fuiste a la romería y no me traxiste nada; ni una ablana turrada ni una mala rusquía |  |